# شرن
شرن یا شاران (به پشتو: شَرَنه) مرکز ولایت پَکتیکا کشور افغانستان است.
جمعیت این شهر در سال ۲۰۰۶ به تعداد ۲۲۰۰ نفر برآورد شده‌است.
ولایت پکتیکا جداشده از ولایت پکتیای سابق است.
در نوامبر ۲۰۰۴ آمریکائیان پایگاهی به نام پایگاه تیم بازسازی استانی در شرن بر پا کردند.

## امکانات رفاهی
در حال حاضر اکثر خیابانهای اصلی شهر آسفالت شده و کار بازسازی آن جریان دارد. این شهر فاقد آب آشامیدنی شهری میباشد و تمامی ساکنین این شهر از چاه های آب استفاده میکنند همچنین فاقد سیستم برق شهری میباشد و تمامی ساختمانها برای استفاده از برق مجبور به استفاده از ژنراتورهای خانگی هستند.
مرکز اصلی شهر را تماماً مغازه های تجاری اشغال کرده و طبقه دوم این مغازه ها هتل میباشد که اکثر اتاقهای این هتل ها را کسانی اجاره کرده اند که در پایگاه امریکایی های مستقر در شرن کار میکنند یا در بازسازی شرن مشغول به کار میباشند.

## جستار های وابسته
- فهرست شهرهای افغانستان
- ولایت پکتیکا